# Jičín (distrito)
Jičín é um distrito da República Checa na região de Hradec Králové, com uma área de 887 km² com uma população de 77.761 habitantes (2002) e com uma densidade populacional de 88 hab/km².